# Ateleute albiceps
Ateleute albiceps là một loài tò vò trong họ Ichneumonidae.